# Adolf Meyer (psiquiatra)
Adolf Meyer (Niederweningen, 13 de septiembre de 1866 – Baltimore, 17 de marzo de 1950) fue un psiquiatra suizo.

## Biografía
Estudió en universidades de Suiza, Francia, Inglaterra y Alemania, en 1892 emigró a Estados Unidos y allí estudió neuroanatomía y neurofisiología. Desde 1904 hasta 1909, impartió clases de psiquiatría en la escuela médica de la Universidad Cornell, de Nueva York y, a partir de 1910, en la clínica psiquiátrica de la Universidad Johns Hopkins. Es bien conocido por introducir el término "higiene mental", entendido como la posibilidad de alcanzar y mantener la salud mental.
Por las contribuciones sobre el pensamiento ocupacional se considera a Adolph Meyer también el padre de la Terapia ocupacional. Él creyó que los hombres podrían sufrir influencias en el estado de salud con el uso de sus manos.
Se casó con la española Milagros Alda Gorostiola, egiptóloga, que tras la guerra civil no pudo volver a España por las vinculaciones al nacionalismo vasco de su padre, Santiago Alda.

## Obra
Entre sus obras destaca Collected Papers, 4 vol. (1950-52) y Psichobiology (1957).